# Calamagrostis veresczaginii
Calamagrostis veresczaginii är en gräsart som beskrevs av Zolot. Calamagrostis veresczaginii ingår i släktet rör, och familjen gräs. Inga underarter finns listade i Catalogue of Life.